# Katō Daisuke

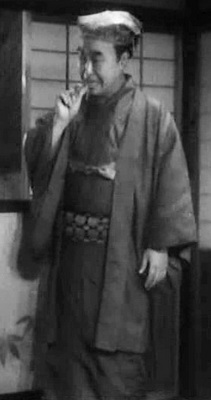
Das Leben der Frau Oharu, 1952

Katō Daisuke (jap. 加東 大介, eigentlich Katō Tokunosuke (加藤 徳之助); * 18. Februar 1911; † 31. Juli 1975) war ein japanischer Schauspieler, der in über 150 Filmen auftrat, darunter in Kurosawa Akiras Die sieben Samurai (als der treue Kamerad Shichiroji), Rashomon, Yojimbo, Ikiru, und Hiroshi Inagakis Samurai-Trilogie.

## Karriere
Katō Tokunosuke entstammt einer Schauspielerfamilie. Sein älterer Bruder ist der Schauspieler Sawamura Kunitarō, seine ältere Schwester Sawamura Sadako. 1933 wurde er Mitglied der Zenshinza Theatertruppe und trat unter dem Künstlernamen Ichikawa Enji (市川 莚司) in einer Anzahl von Bühnenstücken und Filmen auf, unter anderem in Mizoguchi Kenjis 47 Rōnin. Nach dem Ende des Zweiten Weltkriegs kehrte er von Neuguinea nach Japan zurück und trat unter dem Namen Katō Daisuke auf.

## Familie
Katōs Neffen sind die Schauspieler Tsugawa Masahiko und Nagato Hiroyuki. Sein Sohn Katō Haruyuki heiratete die Kostümdesignerin und Tochter von Kurosawa Akira, Kurosawa Kazuko.

## Filmografie (Auswahl)
- 47 Rōnin (元禄忠臣蔵 Genroku chushingura) (1941–1942)
- Rashomon (羅生門 Rashōmon) (1950)
- Einmal wirklich leben (生きる Ikiru) (1952)
- Das Leben der Frau Oharu (西鶴一代女 Saikaku Ichidai Onna) (1952)
- Die sieben Samurai (七人の侍 Shichinin no Samurai) (1954)
- Zoku Miyamoto Musashi: Ichijōji no kettō (続宮本武蔵 一乗寺の決闘 Zoku Miyamoto Musashi: Ichijōji no kettō) (1955)
- Yojimbo (用心棒 Yōjinbō) (1961)
- Ein Herbstnachmittag (秋刀魚の味 Samma no aji) (1962)